# (8763) Pugnax
(8763) Pugnax ist ein Asteroid des mittleren Hauptgürtels, der am 26. März 1971 von dem niederländischen Astronomenehepaar Cornelis Johannes van Houten und Ingrid van Houten-Groeneveld entdeckt wurde. Die Entdeckung geschah im Rahmen der 1. Trojaner-Durchmusterung, bei der von Tom Gehrels mit dem 120-cm-Oschin-Schmidt-Teleskop des Palomar-Observatoriums aufgenommene Feldplatten an der Universität Leiden durchmustert wurden, elf Jahre nach Beginn des Palomar-Leiden-Surveys.
In einer früheren Ausgabe der Datenbank AstDyS-2 wurde eine Zugehörigkeit zur Henan-Familie veröffentlicht, einer Gruppe von Asteroiden, die nach (2085) Henan benannt ist. Mitglieder dieser Familie haben in der SMASS-Klassifikation die Spektralklasse L. In neueren Ausgaben wird keine Henan-Familie mehr definiert.
(8763) Pugnax ist nach dem Kampfläufer benannt, einem Schnepfenvogel, dessen wissenschaftlicher Name Philomachus pugnax lautet. Die Benennung des Asteroiden erfolgte am 2. Februar 1999. Der Grund der Namenswahl: Bei Benennung war der Bestand des Wachtelkönigs in den Niederlanden gefährdet.